# Curtis Gedig
Curtis Gedig (* 14. September 1991 in Penticton, British Columbia) ist ein ehemaliger deutsch-kanadischer Eishockeyspieler.

## Karriere
Gedig spielte im Juniorenbereich in der British Columbia Hockey League, ehe er 2010 an die Ohio State University wechselte. Dort absolvierte er ein Sportstudium und spielte vier Jahre für die Eishockeyauswahl der Hochschule. In den letzten beiden Jahren war er Mannschaftskapitän der Buckeyes. Während dieser Zeit wurde er im NHL Entry Draft 2009 in der siebten Runde an insgesamt 204. Stelle von den New Jersey Devils aus der National Hockey League ausgewählt. 
Nach dem Schritt ins Profitum absolvierte Gedig in der Saison 2014/15 30 Partien für die Colorado Eagles in der ECHL und erzielte dabei drei Tore sowie 14 Torvorlagen. Im Juni 2015 unterschrieb er einen Einjahresvertrag beim norwegischen Erstligaverein Stjernen. In Norwegen machte er sich unverzüglich als offensivstarker Verteidiger einen Namen. In 49 Saisonspielen für Stjernen kam Gedig auf 26 Treffer sowie 29 Vorlagen. Damit war er zweitbester Torschütze der norwegischen Liga. Um den Verein bei seinen Bemühungen zu unterstützen, den Kanadier zur Vertragsverlängerung zu bewegen, sammelten die Stjernen-Anhänger Geld, doch der Einsatz zahlte sich letztlich nicht aus. Gedig entschloss sich zum Wechsel in die Schweiz und unterzeichnete im März 2016 einen Zweijahresvertrag beim EHC Olten aus der National League B (NLB). Nach der Saison 2016/17 wurde der Vertrag allerdings aufgelöst, da Gedig in den Plänen des schwedischen Trainers Bengt-Åke Gustafsson, der das Amt im Laufe des Spieljahres übernahm, keine Rolle spielte.
Im Juni 2017 vermeldete der norwegische Erstligist Stavanger Oilers Gedigs Verpflichtung. Ende Mai 2018 wurde er von den Fischtown Pinguins unter Vertrag genommen und wechselte in die Deutsche Eishockey Liga. Im August 2019 wurde sein laufender Vertrag aufgrund einer nicht bestandenen medizinischen Untersuchung beendet, im Dezember 2019 nahmen ihn die Kassel Huskies unter Vertrag.

## Erfolge und Auszeichnungen
- 2010 Fred-Page-Cup-Gewinn mit den Vernon Vipers
- 2016 GET-ligaen All-Star-Team

## Karrierestatistik
(Legende zur Spielerstatistik: Sp oder GP = absolvierte Spiele; T oder G = erzielte Tore; V oder A = erzielte Assists; Pkt oder Pts = erzielte Scorerpunkte; SM oder PIM = erhaltene Strafminuten; +/− = Plus/Minus-Bilanz; PP = erzielte Überzahltore; SH = erzielte Unterzahltore; GW = erzielte Siegtore; 1 Play-downs/Relegation; Kursiv: Statistik nicht vollständig)